# سمير الشيخ
سمير الشيخ (1 يوليو 1953 - ) هو شاعر وناقد ومترجم ومؤلف وأكاديمي عراقي، متخصص في الأسلوبية الأدبية والسيميائيات الثقافية، حاصل على شهادة البكالوريوس من كلية الآداب قسم اللغة الإنجليزية في جامعة بغداد عام 1975، وحاصل على الماجستير من كلية التربية قسم اللغة الإنجليزية في جامعة البصرة عام 1997، وحاصل على شهادة الدكتوراه من كلية الآداب قسم اللغة الإنجليزية في جامعة بغداد عام 2015، عمل مترجماً مع الشركات السويسرية واليابانية للفترة بين 1977 - 1980، شارك في البرنامج العالمي للقادة الزائرين في واشنطن عام 2008، وشارك في المؤتمر العالمي للسانيات الوظيفية في المملكة المتحدة عام 2011، له العديد من الكتب والبحوث الأكاديمية باللغتين العربية والإنجليزية.

## عضوية ومناصب
- مترجم للشركات السويسرية واليابانية بين عامي 1977 - 1980.
- عضو جمعية اللسانيات الوظيفية (SFL) في سيدني.
- عضو جمعية (تعليم اللغة الإنجليزية لغير الناطقين بها) (TESOL) في واشنطن.
- عضو المنظمة الإنسانية غير الحكومية (The Salvation Army) - لندن.
- مشارك في البرنامج العالمي للقادة الزائرين في واشنطن (الولايات المتحدة) للعام 2008.
- مشارك في المؤتمر العالمي للسانيات الوظيفية في المملكة المتحدة العام 2011.
- مستشار الطلبة العراقيين الدارسين في الجامعات الأمريكية.
- عضو الاتحاد العام للأدباء والكتاب في العراق.
- عضو في اتحاد الكتاب العرب.

## مؤلفاته
- القصائد المائية: دراسات أسلوبية في شعر نزار قباني، دار الفارابي، بيروت، 2008.[4]
- الثقافة والترجمة: دراسات في الترجمة، دار الفارابي، بيروت، 2010.[5]
- الوردة والرماد (شعر)، دار الينابيع، دمشق، 2010.
- تحولات زهرة العباد: في الخطاب النقدي، المؤسسة العربية للدراسات والنشر، بيروت، 2011.
- الوردة الزرقاء عند الغسق: في شعر الحداثة العربي (بالإنجليزية).
- The Blue Rose at Twilight: On Modern Arabic Verse. Bloomington: Author  House, 2012.[6]
- الغاب: دراسات أسلوبية في الشعر العربي الحديث، دار الفارابي، بيروت، 2012.
- بطل الثقافة في الأسطورة الكلاسية (بالإنجليزية).
- The Culture Hero in Classical Myth, Germany: Lambert Publishing, 2016.[3]
- أوديسا الرمز: دراسات في الكون السيميائي، دار الرافدين، بيروت، 2018.[7][2]
- الإبحار إلى روزلاند: في الأسلوبية والسيمائيات (بالإنجليزية).
- Sailing to Roseland: ON Stylistics and Semiotics, Germany: Lambert Publishing, 2018.
- نثار الحُلي: في جماليات المكان، دار أمل الجديدة، دمشق، 2022.
- مديات سيمائية، دار أبجد للطباعة والنشر، الحلة - بابل، 2022.
- (قصائد اللازورد) (مجموعة شعرية)، دار أمل الجديدة، دمشق، 2023.
- (علم الأساطير: موسوعة مصورة) (ترجمة)، دار أمل الجديدة، دمشق، 2023.
- (الغراب: دراسات في النقد السيميائي)، دار أمل الجديدة، دمشق، 2023.
- (الرقص مع الملائكة) (قصص قصيرة جداً)، دار أمل الجديدة، دمشق، 2023.